# Marcel Roclore
Marcel Roclore est un homme politique français, né le 25 août 1897 à Saulieu (Côte-d'Or), il est mort le 27 octobre 1966 à Dun-les-Places (Nièvre).
Ministre d'État du 22 janvier au 22 octobre 1947, ministre de l'Agriculture du 22 octobre au 24 novembre 1947, membre des deux Assemblées nationales constituantes et député de la Côte-d'Or de 1946 à 1951 et de 1956 à 1958.

## Biographie

### Jeunesse
Issu d'une lignée de pharmaciens et de médecins (son père était directeur du Service des enfants assistés de la Côte-d'Or), Marcel Roclore entame des études de médecine, lorsque éclate la Première Guerre mondiale. Mobilisé en janvier 1916 dans l'artillerie, il est versé dans les services de santé comme médecin auxiliaire, où son courage lui vaut la croix de guerre et une citation à l'ordre du régiment. Après-guerre, il achève ses études et devient docteur en médecine. Marié trois fois au cours de sa vie, il a quatre enfants de son premier mariage (qui date de 1922).
Sa carrière politique débute en 1935, quand il devient conseiller municipal de Saulieu. Aux élections législatives de 1936, durant lesquelles il est le candidat du Parti agraire, il se désiste au 2e tour pour faire barrage au candidat socialiste. Il demeurera tout au long de sa vie intéressé par les problèmes agricoles.

### Seconde Guerre mondiale
Lors de la Seconde Guerre mondiale, il est médecin-chef. Fait prisonnier, il est libéré en août 1940. En 1941, il refuse d'être nommé maire par le régime de Vichy et entre plus tard dans la Résistance. Membre fondateur du maquis du Morvan, entré au Comité départemental de libération en novembre 1943, il devient membre du Comité directeur de Ceux de la Résistance. À la Libération, il est nommé chargé de mission pour les affaires économiques au Commissariat de la République de Dijon, et reprend son activité politique. 
Marcel Roclore reçoit ainsi pour son action la croix de guerre et la médaille de la Résistance

### L'après-guerre
Sur le plan local, il est élu en 1945 maire de Saulieu, et le reste jusqu'en 1965 (date à laquelle il démissionne car sa liste n'a pas la majorité absolue). En 1945, il est élu également conseiller général de Saulieu, fonction à laquelle il est constamment reconduit au premier tour à chaque élection. Il devient président du Conseil général de la Côte-d'Or en 1951. Très impliqué dans la vie de sa ville et de son département, il est, au moment de son décès, le président de plusieurs associations visant à la promotion de sa région et à l'amélioration de ses équipements.
Au niveau national, il est élu député de la Côte-d'Or aux deux Assemblées constituantes de 1945 et 1946, à chaque fois second sur la liste des Républicains indépendants du chanoine Kir. Il est membre de la commission des moyens de communications et des postes et de celle de la famille, de la population et de la santé, et défend à l'Assemblée un plan de lutte contre les maladies vénériennes et l'interdiction de la prostitution (fermeture des maisons closes - voir Marthe Richard). Il intervient aussi à l'Assemblée sur les questions de politique générale et le budget. Comme les autres députés de l'opposition de droite, il vote contre les deux projets de Constitution et les nationalisations.
En octobre 1946, il est élu député Indépendant à l'Assemblée nationale, dont il devient vice-président la même année (il l'est à nouveau de 1948 à 1950). Du 22 janvier au 22 octobre 1947, il occupe le poste de ministre d'État dans le premier cabinet Ramadier. Déjà inquiet du manque de fermeté supposé vis-à-vis des communistes et des indépendantistes algériens, il se soucie du problème indochinois. Il fait partie de ceux qui, hostiles aux négociations avec le Vietminh, souhaitent gagner la guerre pour envisager ensuite une solution politique. Du 22 octobre au 24 novembre 1947, il est ensuite ministre de l'Agriculture dans l'éphémère second cabinet Ramadier, ministère difficile car très impopulaire au moment où le problème du ravitaillement obsède la population. Décidé à faire baisser les prix agricoles, il se heurte par son anti-étatisme aux projets de ses collègues socialistes (en particulier André Philip).
À l'Assemblée nationale, il est membre de la commission des affaires étrangères en 1947-1948, et de la commission de la famille, de la population et de la santé durant toute la législature, deux commissions qui correspondent à ses compétences et à ses préoccupations politiques. De 1946 à 1950, il intervient à propos de questions diverses, mais ses rapports, ses propositions de loi et de résolution concernent essentiellement des questions médicales et de santé assez techniques, auxquelles sa formation le destine particulièrement. Il se signale enfin par son appui à la politique européenne et atlantiste.
Lors des élections de juin 1951, malgré l'apparentement entre RPF et les Indépendants, Paysans et Républicains nationaux, la désunion avec le chanoine Kir (qui mène une liste concurrente de Concentration Républicaine) entraîne un affaissement des voix des Indépendants, ce qui coûte à Marcel Roclore, toujours deuxième de liste, son siège de député.
Cependant, en août 1951, l'Assemblée nationale l'élit conseiller de l’Union française en remplacement d'Estèbe. Réélu en juillet 1952, il siège au sein du groupe d'Union métropole Outre-mer puis chez les Indépendants (jusqu'à sa démission en janvier 1956). Membre de la commission des affaires sociales en 1951-1952 et de celle de l'agriculture, de l'élevage, des chasses, des pêches et des forêts de 1951 à 1956, il occupe la vice-présidence de l'assemblée de l'Union française d'octobre 1952 à décembre 1953. Il y fait quelques interventions ponctuelles, dans le domaine médical, mais aussi pour appuyer l'action de l'armée en Indochine ou le projet de CED.
Élu à nouveau député à l'Assemblée nationale en janvier 1956 (comme Indépendant et Paysan d'Action sociale), il est membre des commissions de la famille et de l'Intérieur en 1956-1957, et de celle des affaires étrangères en 1958. Son action parlementaire se concentre sur deux points : son engagement européen, et surtout la sauvegarde des liens historiques de la France avec ses anciennes colonies et la conservation de l'Algérie. Il intervient plusieurs fois à l'Assemblée sur la question algérienne, dont il est un des spécialistes.
Partisan d'une politique de fermeté vis-à-vis des indépendantistes considérés comme des terroristes, opposé à tout défaitisme, il préconise cependant une vaste politique de réformes politiques, administratives, économiques et sociales. La pacification et le retour à l'ordre sont pour lui un préalable au sauvetage de l'Algérie française, qui passerait par la mise en place de l'autonomie, la modification du statut et des droits des indigènes (sans aller jusqu'au collège unique) et le développement économique. Il participe à une enquête parlementaire sur place, et est en septembre 1957 rapporteur du projet de loi sur les institutions de l'Algérie, rédigé par la commission de l'Intérieur dont il fait partie. Il la quitte finalement, à cause des points de vue inconciliables qui la divise.
Indépendant au sens propre du terme et peu suspect de sectarisme, Marcel Roclore a une autorité morale qui dépasse les limites de son groupe parlementaire, comme en témoignent ses vice-présidences à l'Assemblée nationale et à l'assemblée de l'Union française. Il entretient des relations avec de nombreuses personnalités ne faisant pas partie des Indépendants; il s'est en particulier lié avec à François Mitterrand, alors que celui-ci cherchait à s'implanter à Château-Chinon, et est devenu proche de sa famille. Par contre, ses liens avec les Indépendants se sont progressivement distendus, sans toutefois qu'il rompe jamais avec eux.
Aux législatives de 1958, il est confortablement élu député (Indépendant et Paysan d’Action sociale) de la Quatrième circonscription de la Côte-d'Or (Montbard). Ses désaccords avec la majorité gaulliste le pousse à se rallier à l'opposition représentée par son ami Mitterrand. Il ne se représente pas à la députation en 1962 et vise alors une élection au Sénat au sein d'une coalition de centristes de gauche. Sa courte défaite au deuxième tour face à Roger Duchet, sénateur sortant soutenu par les modérés, achève de l'éloigner de ses anciens amis Indépendants.
Retiré de la vie politique nationale depuis lors, Marcel Roclore meurt brutalement en 1966.

## Décorations
- Chevalier de la Légion d'honneur
- Croix de guerre 1914–1918, étoile de bronze
- Croix de guerre 1939–1945, palme de bronze
- Médaille de la Résistance française par décret du 3 aout 1946
- Commandeur de l'ordre du Mérite agricole
- Commandeur de l'ordre de la Santé publique
- Grand-croix de l'ordre de Saint-Charles (Monaco)

## Anecdote
Dans son livre La République des mots, Ivan Levaï raconte l'anecdote que lui a confié François Mitterrand : « Le docteur Roclore mourut, frappé d'une crise cardiaque, essayant seul d'appeler des secours au téléphone, n'y parvenant pas et évaluant exactement le temps qu'il lui restait à vivre… » (p. 260).